# HLINÍKárium
HLINÍKárium je muzeum v budově kina a informačního centra na Havlíčkově náměstí v Humpolci. Vzniklo jako recesistická reakce na ohlasy na známou hlášku Zdeňka Srstky z filmu Marečku, podejte mi pero!

## Historie
V roce 1976 natočil režisér Oldřich Lipský film Marečku, podejte mi pero!, kde zazněla věta „Hliník se odstěhoval do Humpolce!“ To proslavilo Humpolec, který v září 2002 na jeho památku odhalil pamětní desku. Deska postupně přilákala davy lidí z celé republiky, na městský úřad přicházely dárky a pohledy pro Hliníka nejen z Česka, ale i ze zahraničí – některé až z Ameriky. Městečko Hora Svaté Kateřiny od téhož roku každoročně vypravuje speciální vlak do Humpolce nazvaný Krušnohorským expresem za Hliníkem. V roce 2010 navíc Hliníkovi odhalili pamětní desku, kde jej vzali za svého rodáka.
Pozadu samozřejmě nezůstával ani Humpolec, který se rozhodl Hliníkovi vybudovat muzeum. Hlavním iniciátorem se stalo Městské kulturní a informační středisko v Humpolci, akci pak podpořilo vedení města, Rodinný pivovar Bernard a firma 1. Humpolecká stavební. Zahájení se zúčastnili také scenáristé filmu, Zdeněk Svěrák a Ladislav Smoljak, kteří přispěli svými nápady. Ke zpřístupnění muzea došlo 22. září 2006.
Vlastní muzeum se skládá ze tří částí. První je věnována filmu Marečku, podejte mi pero! Na plátně jsou promítány scénky z filmu a k vidění tu jsou i fotografie z natáčení a různé rekvizity z filmu. Druhá část pak prostřednictvím fotografií a textů seznamuje s průběhem odhalení pamětní desky Hliníkovi. Vše doplňuje třetí část, zaměřená na ohlas na Hliníka. Obsahuje řadu dopisů a pohledů, které mu lidé poslali z různých koutů světa, a další věci, které souvisí s Hliníkem.

## Zajímavosti
- Nachází se zde Výroční turistická známka No. 330 – Hliník se odstěhoval do Humpolce.